# Лукуми, Джон
Джон Ха́нер Лукуми́ Бони́лья (исп. Jhon Janer Lucumí Bonilla; род. 26 июня 1998, Кали) — колумбийский футболист, защитник клуба «Болонья» и сборной Колумбии.

## Клубная карьера
Лукуми — воспитанник клуба «Депортиво Кали» из своего родного города. 26 сентября 2015 года в матче против «Кортулуа» он дебютировал в Кубке Мустанга. Летом 2018 года Джон перешёл в бельгийский «Генк». В 2015 году стал чемпионом Колумбии в составе своего клуба. 12 августа в матче против «Остенде» он дебютировал в Жюпиле лиге. В своём первом сезоне в новом чемпионате Лукуми сразу стал чемпионом страны с «Генком».

## Международная карьера
В 2015 году в составе юношеской сборной Колумбии Лукуми принял участие в юношеском чемпионате Южной Америки в Парагвае. На турнире он сыграл в матчах против сборных Венесуэлы, Перу, Парагвая, Уругвая, Эквадора, Аргентины и дважды Бразилии. В сентябре 2018 года был впервые вызван в сборную на матчи против Венесуэлы и Аргентины. 30 мая 2019 года Лукуми был включён Карлушом Кейрошом в заявку сборной Колумбии на Кубок Америки в Бразилии. 3 июня он дебютировал за сборную в товарищеском матче против Панамы, выйдя в стартовом составе.

## Статистика
| Выступление      | Выступление         | Выступление      | Чемпионат | Чемпионат | Кубок | Кубок | Континент. | Континент. | Итого | Итого |
| Клуб             | Лига                | Сезон            | Игры      | Голы      | Игры  | Голы  | Игры       | Голы       | Игры  | Голы  |
| ---------------- | ------------------- | ---------------- | --------- | --------- | ----- | ----- | ---------- | ---------- | ----- | ----- |
| Депортиво Кали   | Категория Примера A | 2015             | 9         | 0         | 0     | 0     | 0          | 0          | 9     | 0     |
| Депортиво Кали   | Категория Примера A | 2016             | 4         | 0         | 1     | 0     | 1          | 0          | 6     | 0     |
| Депортиво Кали   | Категория Примера A | 2017             | 11        | 0         | 7     | 0     | 1          | 0          | 19    | 0     |
| Депортиво Кали   | Категория Примера A | 2018             | 18        | 0         | 0     | 0     | 2          | 0          | 20    | 0     |
| Депортиво Кали   | Итого               | Итого            | 42        | 0         | 8     | 0     | 4          | 0          | 54    | 0     |
| Генк             | Жюпиле Лига         | 2018/2019        | 17        | 0         | 2     | 0     | 8          | 0          | 27    | 0     |
| Генк             | Итого               | Итого            | 17        | 0         | 2     | 0     | 8          | 0          | 27    | 0     |
| Всего за карьеру | Всего за карьеру    | Всего за карьеру | 59        | 0         | 10    | 0     | 12         | 0          | 81    | 0     |

## Достижения
«Депортиво Кали»
- Чемпионат Колумбии по футболу: Апертура 2015

«Генк»
- Чемпионат Бельгии по футболу: 2018/2019

«Болонья»
- Обладатель Кубка Италии: 2024/25